# Anatolij Akimov
Anatolij Ivanovič Akimov (in russo Анатолий Иванович Акимов?; Mosca, 15 novembre 1947 – Mosca, 28 giugno 2002) è stato un pallanuotista sovietico, vincitore di una medaglia d'oro alle olimpiadi di Monaco 1972. Ha inoltre conquistato un oro europeo nel 1970.
Era il fratello maggiore del pallanuotista Vladimir Akimov.